# Joel Danell
Nils Joel Danell, även känd som Sven Wunder och Musette, född 10 mars 1984 i Engelbrekts församling, Stockholms län, är en svensk kompositör och musiker.
Danell är bosatt i Stockholm och skriver för det mesta filmmusik. Sedan 2019 har han släppt fyra album under namnet Sven Wunder, med musik som har en blandning av psykedelisk rock och europeisk jazzfunk.

## Filmmusik
- 2014 – Krakel Spektakel
- 2015 – Tsatsiki, farsan och olivkriget
- 2016 – Ambulance (kortfilm)
- 2017–2019 – Enkelstöten (TV-serie)
- 2018 – Ensamma i rymden
- 2018 – Sune vs Sune
- 2019 – Sune – Best man
- 2020 – Min pappa Marianne
- 2021 – Agatha Christies Hjerson (TV-serie)
- 2022 – Vuxna människor (TV-serie)

## Diskografi (i urval)

### Album som Sven Wunder
- 2019 – Eastern flowers
- 2020 – Wabi Sabi
- 2021 – Natura Morta
- 2023 – Late Again